# キム・チェヨン
キム・チェヨン（朝: 김채연、中: 金彩嬿または中: 金采妍、英: Kim Chae-yeon、2004年12月4日 - ）は、韓国のアイドル、女優、元子役。女性アイドルグループ・tripleSのメンバー。またCutieL、Bustersの元メンバーである。

## 略歴
2004年12月4日、ソウル特別市にて生まれる。子役アイドルグループ・CutieLのメンバーとして活動していた。
2017年11月27日、女性アイドルグループ・Bustersのメンバーとしてデビューした。
2020年8月6日、EBSの教育番組『ボニハニ!』に出演しながらのダンスレッスンなどを続けていくことが困難になったため、7月31日にBustersから脱退した。
2021年7月21日、YKメディアプラスと専属契約を締結して芸名をキム・チェヨンに変えて女優として活動することを発表。
2022年6月1日、MODHAUSからデビュー予定のガールズグループ・tripleSの4人目のメンバーとして公開された。
2023年2月13日、tripleSとして1stミニアルバム『ASSEMBLE』でデビュー。

## 出演

### 映画
- 過速スキャンダル（2008年）
- タチャ-神の手-（2014年）
- わたしたち（2016年）
- スプリット（2016年）
- A Day（2017年）
- 救世主:リターンズ（2017年）

### テレビ番組
- 料理調理おいしい授業（2018年、SBS）
- 生放送トーク！ トーク！ ボニハニ（2019年）
- ジョアで購読中（2019年、トゥーニバス）